# Якщо я залишусь (фільм)
«Якщо я залишуся» (англ. If I Stay) — американський фільм, екранізація однойменного роману Гейл Форман. Прем'єра відбулася 18 серпня 2014 року.

## Сюжет
Головна героїня —  сімнадцятирічна Мія Холл, захоплюється грою на віолончелі (в той час як її батьки рокери) і закохана в хлопця на ім'я Адам. В результаті автокатастрофи гинуть її батьки, а сама Мія виявляється в комі. І тільки їй вирішувати, померти або залишитися, і чи залишилися в її житті люди, заради яких вона хоче жити.

## У ролях
| Актор            | Роль           |
| ---------------- | -------------- |
| Хлоя Грейс Морец | Мія Холл       |
| Мірей Інос       | Кет            |
| Джеймі Блеклі    | Адам           |
| Джошуа Леонард   | Денні          |
| Ліана Лібераті   | Кім            |
| Стейсі Кіч       | дідусь         |
| Лорен Лі Сміт    | Віллоу         |
| Джейкоб Дейвіс   | Тедді          |
| Алі Мілнер       | Ліз            |
| Аїша Гайндс      | сестра Рамірес |
| Девід Орт        | лікар-хірург   |

## Виробництво
У грудні 2010 року було оголошено, що виробництвом фільму, заснованого на однойменній книзі, буде займатися «Summit Entertainment». На роль Мії пробувалися Дакота Феннінг, Хлоя Грейс Морец і Емілі Браунінг.  Режисером фільму повинна була стати Кетрін Хардвік, але вона була замінена бразильським фільммейкером Хейтор Далія, який пізніше також покинув проєкт.  24 січня 2013 році Морец офіційно була затверджена на головну роль, а новим режисером був названий Ар Джей Катлер.  Зйомки фільму почалися 30 жовтня 2013 року в Ванкувері.

### Музика
Композитором став Ейтор Перейра. Саундтрек був випущений 19 серпня 2014 «WaterTower Music».
| No. | Title                                                                                   | Artist                                        | Length |
| --- | --------------------------------------------------------------------------------------- | --------------------------------------------- | ------ |
| 1.  | "Who Needs You"                                                                         | The Orwells                                   | 3:19   |
| 2.  | "Until We Get There"                                                                    | Lucius                                        | 3:28   |
| 3.  | "I Want What You Have"                                                                  | Willamette Stone                              | 3:30   |
| 4.  | "All of Me"                                                                             | Tanlines                                      | 3:50   |
| 5.  | "Promise"                                                                               | Ben Howard                                    | 6:21   |
| 6.  | "Never Coming Down"                                                                     | Willamette Stone                              | 3:23   |
| 7.  | "Halo"                                                                                  | Ane Brun and Linnea Olsson                    | 3:52   |
| 8.  | "I Will Be There"                                                                       | Odessa                                        | 4:35   |
| 9.  | "Mind"                                                                                  | Willamette Stone                              | 3:13   |
| 10. | "Morning"                                                                               | Beck                                          | 5:22   |
| 11. | "I Never Wanted to Go"                                                                  | Willamette Stone                              | 3:33   |
| 12. | "Karen Revisited"                                                                       | Sonic Youth                                   | 11:12  |
| 13. | "Today"                                                                                 | Willamette Stone                              | 2:42   |
| 14. | "Heart Like Yours"                                                                      | Willamette Stone                              | 3:20   |
| 15. | "Heal" (If I Stay version)                                                              | Tom Odell                                     | 3:13   |
| 16. | "Suite No. 1 in G Major for Solo Cello, BWV 1007: Prelude" (deluxe edition bonus track) | Composed by Johann Sebastian Bach             | 2:58   |
| 17. | "Cello Concerto in A Minor, op. 33" (deluxe edition bonus track)                        | Composed by Camille Saint-Saëns               | 1:20   |
| 18. | "Sonata in B Minor for Solo Cello, op. 8" (deluxe edition bonus track)                  | Alisa Weilerstein (composed by Zoltán Kodály) |        |

## Випуск
Metro-Goldwyn-Mayer і Warner Bros. оголосили про дату випуску, призначеного на 22 серпня 2014 року.

## Відгуки
Фільм отримав більшою мірою негативні відгуки критиків, які оцінили в основному хорошу гру Морец.  На Rotten Tomatoes фільм набрав 36% на основі 119 рецензій.  На Metacritic фільм набрав 46 з 100, отримавши 33 відкликання, більшість з яких були «змішані або середні».  У «Salis Magazine» фільм отримав 2,5 з 5 зірок.